# پیتر جکسون
سر پیتر رابرت جکسون  (انگلیسی: Sir Peter Robert Jackson؛ زادهٔ ۳۱ اکتبر ۱۹۶۱) کارگردان، تهیه‌کننده و نویسندهٔ فیلم نیوزیلندی است. او بیشتر بابت کارگردانی، نویسندگی و تهیه‌کنندگی سه‌گانه ارباب حلقه‌ها (۲۰۰۳–۲۰۰۱) و سه‌گانه هابیت (۲۰۱۴–۲۰۱۲) شناخته می‌شود که هر دو از رمان‌هایی با همین نام، نوشتهٔ جی. آر. آر. تالکین اقتباس شده‌اند. او چهارمین کارگردان پرفروش تاریخ است و فیلم‌هایش بیش از ۶٫۵ میلیارد دلار در سراسر جهان فروش داشته‌اند.
جکسون حرفه خود را با کمدی ترسناک بدمزه (۱۹۸۷) و کمدی سیاه دیدار با احمقان (۱۹۸۹) پیش از فیلم‌برداری کمدی زامبی مخ‌تعطیل (۱۹۹۲) آغاز کرد. او برای موجودات آسمانی نامزدی دریافت جایزه بهترین فیلم‌نامه غیراقتباسی را با با شریک زندگی خود فرن والش مشترک شد. موجودات آسمانی او را به شخصی برجسته‌ در صنعت فیلم تبدیل کرد. جکسون برای ارباب حلقه‌ها: بازگشت پادشاه (۲۰۰۳) سه جایزه اسکار از جمله بهترین کارگردانی دریافت کرد.
جکسون تاکنون موفق به‌ کسب سه جایزه اسکار و ۹۳ جایزه دیگر شده‌است. همچنین او توانسته تا به حال ۹ بار نامزدی اسکار را به‌دست آورد. فیلم او ارباب حلقه‌ها: بازگشت پادشاه به همراه تایتانیک و بن هور رکورددار دریافت بیشترین تعداد جایزه اسکار (۱۱ اسکار) است. بازگشت پادشاه تنها فیلم تاریخ سینماست که توانسته در تمام رشته‌هایی که در آکادمی اسکار نامزد شده برنده شود.
وی سه‌گانه‌ دیگری از آثار تالکین ساخته‌است که در سال‌های ۲۰۱۲، ۲۰۱۳ و ۲۰۱۴ اکران عمومی شدند. اولین سری از این سه‌گانه با نام هابیت: یک سفر غیرمنتظره در نوامبر سال ۲۰۱۲، دومین قسمت با نام هابیت: برهوت اسماگ در دسامبر سال ۲۰۱۳ و قسمت سوم با نام هابیت: نبرد پنج سپاه در دسامبر سال ۲۰۱۴ به‌نمایش درآمدند که در مجموع هر سه فیلم ۲٫۹۳ میلیارد دلار فروش جهانی داشتند.

## اوایل زندگی
جکسون در ۳۱ اکتبر سال ۱۹۶۱ در خلیج پوکروآ، یک منطقه ساحلی در نزدیکی شهر ولینگتون، در کشور نیوزیلند به دنیا آمد. مادرش جواَن، کارگر یک کارخانه و خانه‌دار و پدرش ویلیام جکسون، یک حسابدار می‌باشد که هردو از مهاجران انگلیسی هستند و پیتر نیز تنها فرزند آنان است. او از کودکی عاشق فیلم و موسیقی رپ بود و با فیلم‌های ری هری‌هاوزن بزرگ شد. بعد از آنکه دوست خانوادگی جکسون به او یک دوربین فیلمبرداری ۸ میلیمتری داد او شروع به ساختن فیلم‌های کوتاه به همراه دوستانش کرد. جکسون از کودکی عاشق فیلم کینگ کنگ بود و در حدود ۹ سالگی‌اش تلاش کرد تا با مدل‌هایی که خود گرفته بود، آن را بازسازی کند.
جکسون ایده و فکر منظمی در فیلمسازی ندارد اما چیزهایی در مورد تدوین، جلوه‌های ویژه و مدیریتِ ساخت را با آزمون و خطاهای خودش آموخته‌است. جکسون از ده سالگی پس از دیدن ارباب حلقه‌ها (۱۹۷۸) پی به کار جان رونالد روئل تالکین برد. او بعد از تمام شدن دوران مدرسه‌اش به عنوان عکاس گراور در روزنامه‌ای در شهر ولینگتون مشغول به کار شد و شروع به فیلمبرداری یک فیلم طولانی خون‌آشامی کرد که در نهایت آن را نیمه‌کاره رها نمود.

## حرفه

### دوران ابتدایی کار
بعد از چهار سال (از سال ۱۹۸۳ تا ۱۹۸۷)، اولین نمایش جکسون به نام بدمزه به‌شکل اتفاقی در قالب یک فیلم کوتاه کمدی ۹۰ دقیقه‌ای درآمد و بسیاری از دوستان جکسون به صورت رایگان در آن بازی کردند. فیلمبرداری بدمزه به آرامی در پایان هفته‌ها انجام می‌شد و بعد از اتمام فیلمبرداری جکسون به صورت تمام وقت به کار بر روی آن پرداخت. بدمزه روایت بیگانگانی است که به هوس استفاده از انسان‌ها به عنوان غذا به زمین آمده‌اند. جکسون در این فیلم دو نقش داشت و در یک سکانس کاراکتر او با خودش می‌جنگید.
در نهایت با سرمایه‌گذاری دیرهنگام کمیسیون فیلم نیوزلند این فیلم به پایان رسید. بدمزه در ماه مه سال ۱۹۸۷ در جشنواره فیلم کن به نمایش درآمد و پس از آن به سرعت در ۱۲ کشور دنیا فروخته شد.
در همین دوران، پیتر جکسون شروع به نوشتن چندین فیلم‌نامه کرد. او در تجربه‌ای متفاوت، با همکاری گروهی متشکل از استفان سینکلر که پیش‌نویسی فیلم‌نامه را بر عهده داشت و فیلمنامه‌نویسی فرن والش (همسرش) و دنی مولهرن که هم نویسنده و هم بازیگر فیلم بود شروع به نوشتن فیلم‌نامه‌هایی کرد که در این میان والش دیرتر از سایر همکارانش به گروه اضافه شد. برخی از فیلم‌نامه‌هایی که در آن دوران نوشته شدند مثل دنباله‌ای بر فیلم کابوس در خیابان الم هرگز ساخته نشدند و همچنین فیلم پیشنهادشده زامبی‌محور مخ‌تعطیل مورد بازنویسی‌های گسترده‌ای قرار گرفت.
فیلم بعدی جکسون، ملاقات با فیبلزها، محصول سال ۱۹۸۹ بود. نویسندگی این فیلم به وسیلهٔ چهار نویسنده‌ای که در بالا به آنان اشاره کردیم انجام شد. یک کمدی کاملاً موزیکال که به عروسک‌های خیمه شب بازی معروف شده‌است. در اصل ملاقات با فیبلزها قرار بود در قالب یک فیلم کوتاه تلویزیونی ساخته شود اما بعد از اشتیاق غیرمنتظره سرمایه‌گذاران ژاپنی برای سرمایه‌گذاری روی این فیلم و همچنین لغو پروژه فیلم مخ‌تعطیل، آن هم شش هفته قبل از ساختن فیلم، فیلم‌نامه به‌طور سریع به شکل یک فیلم‌نامه بلند درآمد. ساخت فیلم با یک بودجه بسیار کم شروع شد. ملاقات با فیبلزها هفته‌ها برای قرارگیری در جدول پخش بازبینی شد. جکسون درباره دومین فیلم بلند خود گفت: "این فیلم دارای نوعی از شوخ‌طبعی‌ است که بسیاری از مردم نسبت به آن حس بیگانگی می‌کنند. همچنین این فیلم بسیار تیره، طعنه‌آمیز و وحشی می‌باشد." از ملاقات با فیبلزها به عنوان اولین همکاری جکسون با تیم جلوه‌های ویژه ریچارد تیلور و تانیا رودگر یاد می‌شود. کسانی که در تمامی فیلم‌های بعدی جکسون با او همکاری داشته‌اند.
اثر بعدی جکسون یک کمدی ترسناک به نام مخ‌تعطیل (۱۹۹۲) بود. این فیلم در آمریکای شمالی با نام زنده مرده به نمایش درآمد. مخ‌تعطیل روایت زامبی‌هایی را به تصویر می‌کشد که از پناهگاه‌های خود خارج شده‌اند و قهرمان داستان برای نگه داشتن آن‌ها درون پناهگاه‌هایشان تلاش می‌کند. از ویژگی‌های برجسته این فیلم جلوه‌های ویژه آن است مانند ترامواهای کوچک، حرکت و توقف‌ها و جلوه‌های زیبای ترکیبات خونی.

### موجودات آسمانیونقره فراموش‌شده
موجودات آسمانی فیلم محصول سال ۱۹۹۴ است. بعد از به شهرت رسیدن جکسون در زمینه تبدیل داستان به تصویر، تمام نگاه‌ها به فیلم جدید او بود که یک فرصت برایش تلقی می‌شد. موجودات آسمانی در اصل از یک داستان واقعی الگوبرداری شده‌است. ماجرای واقعی پرونده قتل پارکر—هولم در دهه ۱۹۵۰، که در آن دو دختر نوجوان، مادر یکی‌شان را در کرایست چرچ، شهری در نیوزیلند، به قتل می‌رسانند، الهام‌بخش این فیلم بود. همکار جکسون، فرن والش، او را ترغیب به ساخت فیلمی از روی این واقعه نمود. از جکسون نقل شده‌است که این فیلم تنها به علت شور و اشتیاق و علاقه والش به این داستان ساخته‌ شده‌است.
هم‌زمان با شهرت یافتن فیلم جدید جکسون، رسانه‌های نیوزیلند نیز شروع به جست‌وجو در زندگی ژولیت هولم، یعنی یکی از همان دو دختر نوجوان کردند. او (ژولیت هولم) حالا نویسنده‌ای است که کتاب‌های خود را تحت نام آن پری به چاپ می‌رساند. ملانی لینسکی در نقش پارکر و کیت وینسلت در نقش هولم نقش‌آفرینی نمودند. این فیلم نامزد جوایز اسکار در بخش فیلم‌نامه شد و همچنین جز ۱۰ اثر برتر سال از دید تایم، گاردین، قاصد صبح سیدنی و قاصد نیوزلند جای گرفت.
موفقیت موجودات آسمانی سبب جلب توجه شرکت توزیع فیلم میرامکس به کارهای جکسون و در نتیجه نمایش گسترده فیلم در آمریکا و امضای قرارداد به عنوان اولین همکاری بین آن‌ها شد.
سال بعد جکسون با همکاری یک فیلمساز ولینگتونی به نام کاستا بوتز، شبه‌مستندی به نام نقره فراموش‌شده را ساخت. این کار بلندپروازانه که برای تلویزیون ساخته شد، داستان کالین مک‌کنزی، اولین فیلمساز نیوزیلندی را به تصویر می‌کشد. کسی که او را به عنوان مخترع فیلم رنگی و فیلم صدادار می‌شناسند و قبل از مرگ و فراموش شدنش توسط جهان، برای ساخت فیلمی حماسی به نام سالومه بسیار تلاش کرد. برخی معتقدند این فیلم گواهی بر مهارت جکسون و بوتز در به نمایش درآوردن زندگی نوآوران، پیشگامان و اسطوره‌های ملی نیوزیلند است.
در همین دوران نیز پیتر جکسون و فرن والش صاحب دو فرزند به نام‌های بیلی در سال ۱۹۹۵ و کیتی در سال ۱۹۹۶ شدند.

### هالیوود، کمپانی وتا و کمیسیون فیلم

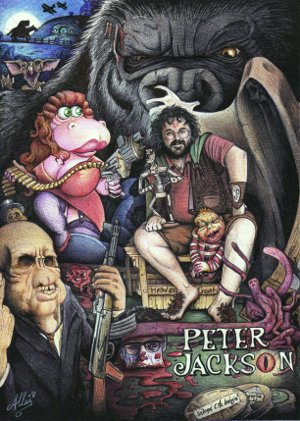
نقاشی از پیتر جکسون که به‌وسیله کاراکترهای فیلم‌هایش محاصره شده.

موفقیت موجودات آسمانی، کمک بسیاری به هموار کردن مسیرِ جکسون، برای دریافت اولین بودجه بزرگ، برای ساخت فیلم هالیوودیِ ترس‌آفرینان، با نقش‌آفرینی مایکل جی. فاکس، در سال ۱۹۹۶ کرد. این فیلم تا حدی نیز از سوی یک تهیه‌کننده آمریکایی به نام رابرت زمکیس حمایت می‌شد. جکسون اجازه ساخت کامل این فیلم کمدی ترسناک را در نیوزیلند گرفت، در حالی‌ که داستان فیلم در یک شهر در آمریکای شمالی جای می‌گرفت. این زمان فرصتی استثنایی برای دگرگونی کارهای جکسون و وتا ورک‌شاپ، کمپانی جلوه‌های ویژه – تأسیس شده در جریان مشارکت‌های یک‌نفره جورج پورت در فیلم موجودات آسمانی – که معمولاً جکسون همکاری‌هایش را با این کمپانی انجام می‌دهد، بود. وتا که نام جکسون را به عنوان همکار اول و همیشگی خود یدک می‌کشد در این دوران رشد قابل توجهی در زمینه ترکیب جلوه‌های فیزیکی و دیجیتالی پیدا کرد.
ترس‌آفرینان از لحاظ فروش به موفقیت قابل توجهی دست نیافت و به عنوان یک شکست تجاری به شمار رفت. برخی منتقدان بر این باورند که ناامیدی نمایش داده‌شده در فیلم، نسبت به قوه تخیل پر هرج و مرج جکسون و فیلم‌های قبلی وی، کمتر بود و در فیلم‌نامه نیز پیشرفت چشمگیری احساس نمی‌شد. همچنین، منتقد فیلم راجر ایبرت، ناامیدیش را این‌گونه شرح داد که: "تلاش بسیار، منجر به ساخت فیلمی شده که بیشتر شبیه یک تیزر نمایشی است تا یک فیلم کامل". در فوریه سال ۱۹۹۷، جکسون از مجله نیوزیلند لیسنر، به‌خاطر تهمتی که به او زده بود و انتشار اطلاعات دروغین، به طور قانونی شکایت کرد. این مجله ادعا کرده بود که ترس‌آفرینان از خراب کردن فیلم‌های دیگر ساخته شده‌است (یعنی یک کپیِ بد است). در نهایت این قضیه بیش از این پیگیری نشد. در حدود همین زمان، بازسازی جکسون از فیلم کینگ‌ کونگ، توسط کمپانی یونیورسال استودیوز، به زمان دیگری موکول شد که یکی از دلایل آن دو فیلم هیولایی دیگر به نام‌های گودزیلا و جو یانگ نیرومند بود که از قبل وارد مرحله تولید شده بودند. یونیورسال می‌ترسید این فیلم (کینگ‌ کونگ) به علت پخش فیلم‌های پربودجۀ بالا، مورد توجه قرار نگیرد.
به نظر نمی‌آید که این دوران دگرگونی، برای جکسون کاملاً خوشایند بوده باشد. از آنجایی که در گذشته، ساخت فیلم ملاقات با فیبلزها از بودجه تعیین‌شده فراتر رفته بود، این دوران زمانی بود که بیشترین تنش میان جکسون و کمیسیون فیلم نيوزيلند شکل گرفت. جکسون ادعا کرده‌است که کمیسیون قصد اخراج وی از پروژه فیبلزها را داشته‌است؛ در حالی که کمیسیون فیلم نيوزيلند، با طرح سرمایه‌گذاری بر روی ۳ فیلم آینده جکسون موافقت کرده بود. در سال ۱۹۹۷، آقای کارگردان یک نقد طولانی در نکوهش کمیسیون، در ضمیمه یک مجله، به چاپ رساند. نقدی که او دلایلش را تصمیم‌گیری‌های متناقض توسط هیئت مدیرۀ بی‌تجربه و بی‌صلاحیت دانسته بود.

### سه‌گانۀ ارباب حلقه‌ها

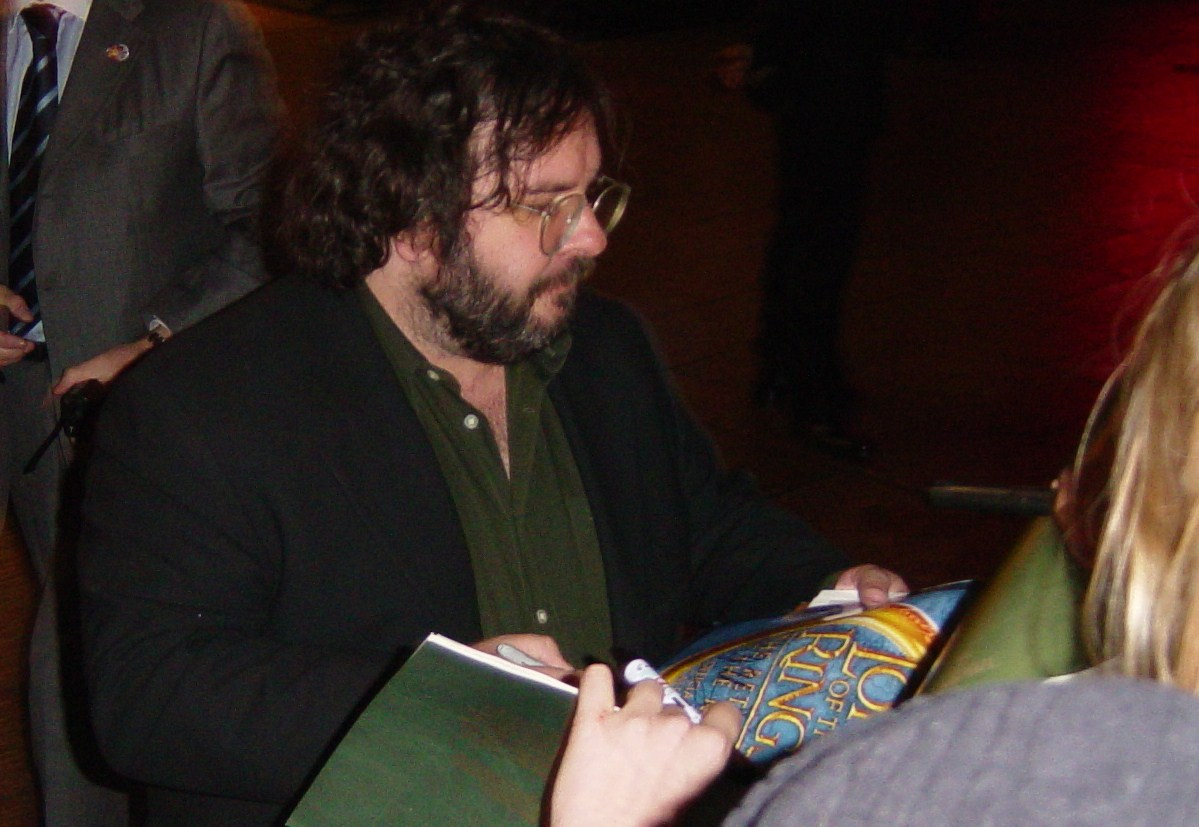
پیتر جکسون در سال ۲۰۰۳

جکسون پس از رایزنی‌های بسیار، موفق شد در سال ۱۹۹۷ حق فیلم‌سازی ارباب حلقه‌ها را از آن خود کند و راه را برای به تصویر کشیدن دنیای تالکین تقریباً هموار کند اما مشکل از جایی شروع شد که جکسون فهمید هیچ شرکت هالیوودی ریسک نمی‌کند تا پروژۀ به این سنگینی را به کارگردانی جوان و نه چندان مشهور واگذار کند. جکسون حتی پیشنهاد داد که ۳ کتاب را در یک فیلم خلاصه کند اما باز هم شرکتی حاضر به قبول کردن نمی‌شد. در نهایت این کمپانی نیو لاین سینما بود که حاضر شد جکسون را حمایت مالی کند و با اصرار سران این شرکت، جکسون پذیرفت که یک سه‌گانه بسازد. 

### سه‌گانۀ هابیت
پیتر جکسون، سه‌گانهٔ دیگری با اقتباس از رمان هابیت، اثر جی‌. آر. آر. تالکین، را بر روی پرده سینما برد که در سال‌های ۲۰۱۲ تا ۲۰۱۴ به اکران عمومی رسید. اولین سری از این سه‌گانه، به نام هابیت: یک سفر غیرمنتظره در سال ۲۰۱۲ اکران عمومی شد. این فیلم نتوانست آن طور که باید و شاید نظر منتقدان را جلب کند. ایرادی که به قسمت اول سه‌گانه هابیت وارد کردند خسته‌کنندگی آن بود. این مسئله با فروش خیره‌کننده فیلم کاملاً رد شد. چرا که با استقبال عمومی روبه‌رو شد. هابیت: یک سفر غیرمنتظره توانست در سه بخش در اسکار نامزد شود از جمله بهترین جلوه‌های ویژه، بهترین چهره‌پردازی و بهترین طراحی صحنه. همچنین این فیلم موفق به کسب سه نامزدی در بفتا شامل بهترین میکس صدا، بهترین چهره‌پردازی و بهترین جلوه‌های ویژه شد. قسمت‌های بعدی این سه‌گانه با نام‌های هابیت: برهوت اسماگ و هابیت: نبرد پنج سپاه به ترتیب در سال‌های ۲۰۱۳ و ۲۰۱۴ منتشر شدند.

## کارگردانی

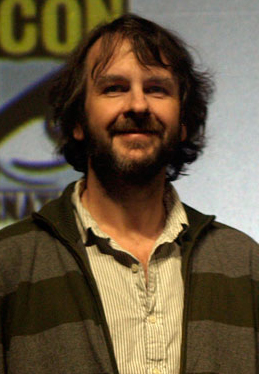
پیتر جکسون در سال ۲۰۰۹

جکسون در ابتدا تنها فیلم‌های کمدی و ترسناک را به عنوان یک کارگردان معمولی می‌ساخت؛ اما پس از ساخت ارباب حلقه‌ها به شهرت جهانی و محبوبیت بین مردم و منتقدان دست یافت. بهترین فیلم در کارنامه او بی‌شک فیلم ارباب حلقه‌ها: بازگشت پادشاه است که با فروش ۱٫۱۴ میلیارد دلاری‌اش در بین فیلم‌های پرفروش جهان قرار دارد.

## تهیه‌کنندگی
جکسون علاوه بر کارگردانی به تهیه‌کنندگی هم می‌پردازد. او تهیه‌کنندهٔ بیشتر فیلم‌های مهمش مانند سه‌گانه ارباب حلقه‌ها می‌باشد. وی تهیه‌کنند‌گی فیلم‌های دیگری که کارگردانی نکرده‌است مانند فیلم منطقه ۹ را نیز به عهده داشته‌است.

## بازیگری
جکسون نیز مانند آلفرد هیچکاک، در بیشتر فیلم‌های خودش حضور دارد. نمونه بارز آن در هر سه قسمت سه‌گانه ارباب حلقه‌ها می‌باشد که در قسمت اول او را در شهر بری در حال خوردن هویج، در قسمت دوم یعنی ارباب حلقه‌ها: دو برج، در هنگام پرتاب نیزه از برج‌های شهر هِلمزدیپ به سمت اورک‌ها و در قسمت سوم سوار بر کشتی‌های دزدان دریایی اومبار می‌بینیم که توسط تیر لگولاس کشته می‌شود. وی در فیلم هابیت: برهوت اسماگ نیز در نمای آغازین فیلم، در شهر بری ظاهر می‌شود.

## فیلم‌شناسی
| سال  | عنوان                   | فعالیت‌ها | فعالیت‌ها     | فعالیت‌ها  | جوایز |
| سال  | عنوان                   | کارگردان | فیلم‌نامه‌نویس | تهیه‌کننده | جوایز |
| ---- | ----------------------- | -------- | ------------ | --------- | --- |
| ۱۹۷۶ | دره (فیلم کوتاه)        | آری      | آری          | آری       | |
| ۱۹۸۷ | بدمزه                   | آری      | آری          | آری       | |
| ۱۹۸۹ | دیدار با احمقان         | آری      | آری          | نه        | |
| ۱۹۹۲ | مخ‌تعطیل                 | آری      | آری          | نه        | |
| ۱۹۹۴ | موجودات آسمانی          | آری      | آری          | آری       | نامزد جایزه اسکار بهترین فیلم‌نامه |
| ۱۹۹۵ | نقره فراموش‌شده          | آری      | آری          | نه        | |
| ۱۹۹۶ | جک بروان نابغه          | نه       | آری          | آری       | |
| ۱۹۹۶ | ترس‌آفرینان              | آری      | آری          | آری       | |
| ۲۰۰۱ | یاران حلقه              | آری      | آری          | آری       | برنده اسکار بهترین فیلمبرداری، بهترین گریم، بهترین موسیقی و بهترین جلوه‌های ویژه برنده بفتای بهترین کارگردانی |
| ۲۰۰۲ | دو برج                  | آری      | آری          | آری       | برنده اسکار بهترین جلوه‌های ویژه بهترین صداگذاری |
| ۲۰۰۳ | بازگشت پادشاه           | آری      | آری          | آری       | برنده اسکار بهترین فیلم، بهترین کارگردانی برای پیتر جکسون، بهترین فیلم‌نامه اقتباسی، بهترین تدوین، بهترین موسیقی، بهترین کارگردان هنری، بهترین طراحی لباس، بهترین چهره‌پردازی، بهترین موسیقی اورجینال، بهترین صدا و بهترین جلوه‌های ویژه |
| ۲۰۰۵ | کینگ کونگ               | آری      | آری          | آری       | برنده اسکار بهترین ادیت صدا، بهترین جلوه‌های ویژه و بهترین میکس صدا |
| ۲۰۰۸ | عبور از خط              | آری      | آری          | نه        | |
| ۲۰۰۹ | منطقه ۹                 | نه       | نه           | آری       | نامزد اسکار بهترین فیلم، بهترین فیلم‌نامه اقتباسی، بهترین جلوه‌های ویژه و بهترین تدوین |
| ۲۰۰۹ | استخوان‌های دوست‌داشتنی   | آری      | آری          | آری       | نامزد اسکار بهترین بازیگر مرد مکمل |
| ۲۰۱۱ | ماجراهای تن‌تن           | نه       | نه           | آری       | برنده جایزه گلدن گلوب بهترین انیمیشن برای پیتر جکسون |
| ۲۰۱۲ | غرب ممفیس               | نه       | نه           | آری       | نامزد بفتای بهترین مستند |
| ۲۰۱۲ | هابیت: یک سفر غیرمنتظره | آری      | آری          | آری       | نامزد اسکار بهترین چهره پردازی، بهترین طراحی صحنه و بهترین جلوه‌های ویژه برنده اسکار دانش و نوآوری برتر سال و نامزد سه جایزه بفتا |
| ۲۰۱۳ | هابیت: برهوت اسماگ      | آری      | آری          | آری       | |
| ۲۰۱۴ | هابیت: نبرد پنج سپاه    | آری      | آری          | آری       | |
| ۲۰۱۸ | موتورهای مرگبار         | نه       | آری          | آری       | |
| ۲۰۱۸ | آن‌ها نباید پیر شوند     | آری      | آری          | آری       | |

## جوایز و افتخارات
| سال  | جایزه           | رشته                                     | عنوان                       | نتیجه    |
| ---- | --------------- | ---------------------------------------- | --------------------------- | -------- |
| ۱۹۹۵ | جایزه اسکار     | جایزه اسکار بهترین فیلم نامه غیر اقتباسی | موجودات آسمانی              | نامزدشده |
| ۲۰۰۲ | جایزه اسکار     | بهترین فیلم                              | ارباب حلقه‌ها: یاران حلقه    | نامزدشده |
| ۲۰۰۲ | جایزه اسکار     | بهترین کارگردانی                         | ارباب حلقه‌ها: یاران حلقه    | نامزدشده |
| ۲۰۰۲ | جایزه اسکار     | بهترین فیلم نامه اقتباسی                 | ارباب حلقه‌ها: یاران حلقه    | نامزدشده |
| ۲۰۰۳ | جایزه اسکار     | جایزه اسکار بهترین فیلم                  | ارباب حلقه‌ها: دو برج        | نامزدشده |
| ۲۰۰۴ | جایزه اسکار     | جایزه اسکار بهترین فیلم                  | ارباب حلقه‌ها: بازگشت پادشاه | برنده    |
| ۲۰۰۴ | جایزه اسکار     | جایزه اسکار بهترین کارگردانی             | ارباب حلقه‌ها: بازگشت پادشاه | برنده    |
| ۲۰۰۴ | جایزه اسکار     | جایزه اسکار بهترین فیلم نامه اقتباسی     | ارباب حلقه‌ها: بازگشت پادشاه | برنده    |
| ۲۰۱۰ | جایزه اسکار     | جایزه اسکار بهترین فیلم                  | منطقه ۹                     | نامزدشده |
| ۲۰۰۲ | جایزه گلدن گلوب | جایزه گلدن گلوب بهترین فیلم درام         | ارباب حلقه‌ها: یاران حلقه    | نامزدشده |
| ۲۰۰۲ | جایزه گلدن گلوب | جایزه گلدن گلوب بهترین کارگردانی         | ارباب حلقه‌ها: یاران حلقه    | نامزدشده |
| ۲۰۰۳ | جایزه گلدن گلوب | جایزه گلدن گلوب بهترین فیلم درام         | ارباب حلقه‌ها: دو برج        | نامزدشده |
| ۲۰۰۳ | جایزه گلدن گلوب | جایزه گلدن گلوب بهترین کارگردانی         | ارباب حلقه‌ها: دو برج        | نامزدشده |
| ۲۰۰۴ | جایزه گلدن گلوب | جایزه گلدن گلوب بهترین فیلم درام         | ارباب حلقه‌ها: بازگشت پادشاه | برنده    |
| ۲۰۰۴ | جایزه گلدن گلوب | جایزه گلدن گلوب بهترین کارگردانی         | ارباب حلقه‌ها: بازگشت پادشاه | برنده    |
| ۲۰۰۶ | جایزه گلدن گلوب | جایزه گلدن گلوب بهترین کارگردانی         | کینگ کونگ                   | نامزدشده |
| ۲۰۱۲ | جایزه گلدن گلوب | جایزه گلدن گلوب بهترین پویانمایی         | ماجراهای تن تن              | برنده    |
| ۲۰۰۲ | جایزه بفتا      | جایزه بفتای بهترین فیلم                  | ارباب حلقه‌ها: یاران حلقه    | برنده    |
| ۲۰۰۲ | جایزه بفتا      | جایزه بفتای بهترین کارگردانی             | ارباب حلقه‌ها: یاران حلقه    | برنده    |
| ۲۰۰۳ | جایزه بفتا      | جایزه بفتای بهترین فیلم                  | ارباب حلقه‌ها: دو برج        | نامزدشده |
| ۲۰۰۳ | جایزه بفتا      | جایزه بفتای بهترین کارگردانی             | ارباب حلقه‌ها: دو برج        | نامزدشده |
| ۲۰۰۴ | جایزه بفتا      | جایزه بفتای بهترین فیلم                  | ارباب حلقه‌ها: بازگشت پادشاه | برنده    |
| ۲۰۰۴ | جایزه بفتا      | جایزه بفتای بهترین کارگردانی             | ارباب حلقه‌ها: بازگشت پادشاه | نامزدشده |
| ۲۰۰۴ | جایزه بفتا      | جایزه بفتای بهترین فیلمنامه اقتباسی      | ارباب حلقه‌ها: بازگشت پادشاه | برنده    |